# Spartakus (balet)
Spartakus (Spartak) – balet w 4 aktach, 9 obrazach.
- Libretto: Nikołaj Wołkow;
- muzyka: Aram Chaczaturian;
- choreografia: Leonid Jakobson;
- scenografia: Walentina Chodasiewicz.

Prapremiera: Leningrad 27 grudnia 1956, Teatr imienia Kirowa.

Premiera polska: Warszawa 28 listopada 1968, Teatr Wielki.
Osoby:
- Spartakus – tracki niewolnik, przywódca buntu gladiatorów
- Frygia – żona Spartakusa
- Krassus – dowódca legionu rzymskiego
- Egina – kochanka Krassusa
- Harmodius – młody niewolnik tracki
- stara kobieta, właściciel szkoły gladiatorów, patrycjusze, senatorzy, żołnierze, gladiatorzy, lud rzymski, niewolnicy, niewolnice, pasterze i ich żony i dzieci, piraci.